# 胡榮 (景泰進士)
胡榮（1425年—？），字希仁，號東洲，江西臨江府新喻縣人，軍籍，明朝政治人物。進士出身。

## 生平
江西鄉試第十七名。景泰五年（1454年）甲戌科會試第三百四十五名，殿試登進士第二甲第四名。历官户科给事中、广东按察司提学佥事，成化十一年四月升浙江提学副使。二十年五月复拜福建按察司副使，弘治元年七月升广西右参政。著有《道器圖》、《東洲稿》。

## 家族
曾祖父子固。祖父胡源遠。父亲胡淳啟。